# Centralen för turistfrämjande
Centralen för turistfrämjande (finska: Matkailun edistämiskeskus) var ett statligt ämbetsverk, som var Finlands centrala turistorganisation mellan 1973 och 2015.
Föregångare till Centralen för turistfrämjande var Statens turiststyrelse, som inrättades 1969 och som 1971 blev ett turistkontor inom handels- och industriministeriet.
Centralen för turistfrämjande inrättades under arbets- och näringsministeriet 1973 för att stödja turismen i Finland. Den hade, liksom föregångaren Statens turiststyrelse turistbyråer utomlands, i bland andra städerna London, Paris, Frankfurt, New York och Moskva samt i Japan och Kina. 
Centralen för turistfrämjande övertog rollen som helt dominerande organisation för turistfrämjande i Finland efter det att det privata Finlands turistförbund gått i konkurs 2001. År 2015 överfördes Centralens för turistfrämjande funktioner till Visit Finland, en enhet inom Finpro vid sidan av enheterna Invest in Finland och Export Finland.